# Ulrike Westkamp

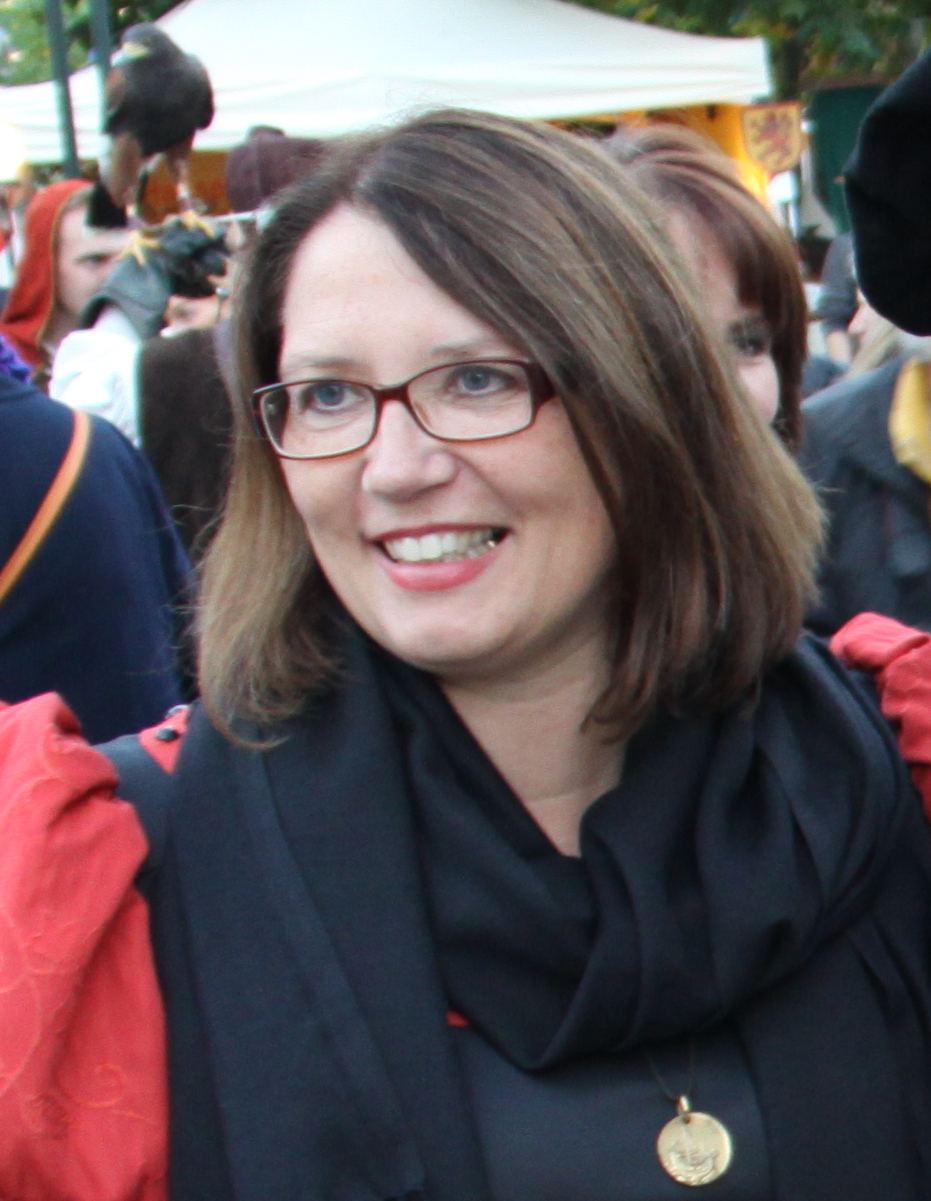
Westkamp in 2013 op het Weseler Hansefest

Ulrike Westkamp (Haldern, 10 september 1959) is een Duitse politica voor de sociaaldemocratische partij SPD en sinds 2004 burgemeester van de stad Wezel.

## Levensloop
Vanaf 1966 bezocht Westkamp eerst de katholieke basisschool. Daarna bezocht ze de gemeentelijke Realschule in Wesel-Mitte en het Andreas-Vesalius-Gymnasium Wesel, waar zij haar eindexamen haalde in 1978. Van 1978 tot 1987 studeerde ze politicologie, sociologie en pedagogiek aan de RWTH Aachen met een Magister Artium-diploma, gevolgd door bestuurskunde aan de Hochschule für Verwaltungswissenschaften Speyer met een Magistra rerum publicarum.
Van 1987 tot 1991 was zij pedagogisch assistent voor jeugd- en volwassenenonderwijs aan de Klausenhof-academie in Hamminkeln-Dingden. Tussen 1992 en 2004 bekleedde ze verschillende leidinggevende functies bij het Bundesanstalt für Arbeit (een federaal uitvoeringsapparaat voor arbeidsbemiddeling en werkeloosheidsverzekering) in Düsseldorf, Wesel, Coesfeld en Essen. Ondertussen was ze van 1993 tot 1998 docent aan de Universiteit van Trier.

## Politiek
Ze is sinds oktober 2004 burgemeester van de stad Wezel. Daarnaast leidt ze een regionaal orgaan voor stedelijke ontwikkeling. Ze is de eerste vrouw die de stad leidt. Bij de gemeenteraadsverkiezingen in 2009 en 2014 werd ze met 52% herkozen door de inwoners van Wesel. Westkamp heeft met haar herverkiezing de langste aaneengesloten zittingsperiode als burgemeester van de stad Wesel. In 2020 werd ze bij de eerste stemronde met 50,6% van de stemmen herkozen. Ze maakte begin 2025 bekend zich bij de verkiezingen in september dat jaar niet herkiesbaar te stellen. Met een ambstperiode van 21 jaar is ze dan de langst zittende burgemeester van Wezel.
Westkamp is sinds 1998 getrouwd. Het stel is kinderloos.